# Masaki Iida
Masaki Iida (飯田 真輝 Iida Masaki?), född 15 september 1985 i Ibaraki prefektur, är en japansk fotbollsspelare.
Iida började sin karriär 2006 i Tokyo Verdy. 2010 flyttade han till Matsumoto Yamaga FC. Han spelade 308 ligamatcher för klubben.